# Kari (mjesec)
Kari (također Saturn XLV) je prirodni satelit planeta Saturn otkriven 2006. godine. Vanjski nepravilni satelit iz Nordijske grupe s oko 7 kilometara u promjeru i orbitalnim periodom od 1243.71 dana. Nazvan je po Kariju, divu iz nordijske mitologije.